# Płudy (powiat radzyński)
Płudy – wieś w Polsce położona w województwie lubelskim, w powiecie radzyńskim, w gminie Radzyń Podlaski.
| SIMC    | Nazwa     | Rodzaj    |
| ------- | --------- | --------- |
| 0018106 | Starowieś | część wsi |

W latach 1975–1998 miejscowość należała administracyjnie do województwa bialskopodlaskiego.
Wierni Kościoła rzymskokatolickiego należą do parafii Trójcy Świętej w Radzyniu Podlaskim.
Wieś jest sołectwem w gminie Radzyń Podlaski. Według Narodowego Spisu Powszechnego z roku 2011 wieś liczyła 316 mieszkańców.